# 1454
1454 (MCDLIV) var ett normalår som började en tisdag i den julianska kalendern.

## Händelser

### Januari
- Januari – Karl Knutsson (Bonde) placerar sin dotter Birgitta som blivande nunna i Vadstena kloster.

### Mars
- Mars – Karl Knutssons räfst avslutas, efter att kyrkan kraftigt har protesterat och hotat Karl Knutsson med bannlysning.
- 6 mars – Kungliga Preussen blir ett furstendöme i personalunion med Polen.[1]

### Augusti
- Augusti – Karl Knutsson "lyckönskar" den polske kungen Kasimir IV i dennes krig mot Tyska orden.

### Okänt datum
- De svenska timmermännens skråordning utfärdas.

## Födda
- Bogislav X, pommersk hertig.
- Caterina Cornaro, drottning av Cypern.

## Avlidna
- Johan II av Kastilien, monark av Kastilien.
- Chiara Zorzi, Athens hertiginna och regent.

### Fotnoter
1. ↑  World Statesmen (läst 7 april 2011)